# مردفهم‌کردن
مردفهم کردن (به انگلیسی: mansplaining) ترکیبی از کلمه‌های مرد «man» و شکل غیررسمی توضیح دادن «explaining» است، به معنای  "توضیحِ چیزی توسط یک مرد به یک زن، به‌صورتی که مرد  آن را با دیدگاه از بالا به پایین یا عاقل اندر سفیه بیان می‌کند، توضیحات با اعتماد به نفس بیش از حد گفته شده و غالبا یا اشتباه هستند و یا بیش از حد ساده". 
این اصطلاح وقتی به کار می‌رود که مردی یک امر (شاید کاملاً بدیهی) را برای زنی توضیح می‌دهد، درحالی که آن زن خود به آن امر آگاه‌ و چه‌بسا در آن زمینه متخصص است. «مردفهم‌کردن معمولاً با ژست عقل کلی و نگاه بالا به پایین یا لحن مراقبتگر همراه است».

## پیشینه
ریشه اصطلاح مردفهم کردن به نوشته ای با عنوان «مرد ها میخواهند همه چیز را به من توضیح دهند» توسط نویسنده و فمینیست آمریکایی ربکا سولنیت برمیگردد. اگرچه سولنیت هرگز اشاره ای به کلمه مردفهم کردن نداشت اما در نوشته ی خود داستانی شخصی را روایت میکند که نمونه ای از تجربه ی زنان از مردفهم کردن است. به همین دلیل گقته میشود رواج استفاده از مردفهم کردن و یا "mansplaining" الهام گرفته شده از داستان ربکا سولنیت است. 

### ترجمه در فارسی
ترجمه ی کتاب «مرد ها میخواهند همه چیز را به من توضیح دهند» ربکا سولنیت به فارسی توسط شیدا محمدی و انتشارات اندیشه نیکو در سال ۱۴۰۰ انجام شده است.
اگرچه در کتاب ربکا سولنیت "mansplaining" به مرد فهم کردن ترجمه شده است، بسیاری از استفاده از این اصطلاح خود داری کرده و از «مرضیح» کردن استفاده میکنند. مرضیح ترکیبی از کلمات مرد و توضیح است.

## نمونه ها و تشخیص
مردفهم کردن مردان امری بسیار شایع است. بطور مثال زمانیکه مردان درباره پوشش زنان من جمله حجاب ، اندام جنسی نسبت داده شده به زنان، بارداری، زایمان ، عادت ماهیانه ، وضعیت شغلی ، تجربه ی آزار جنسی و  بسیاری از مسايل مربوط به زنان و تجربه ی زیستی زنان به خود زنان توضیح میدهند یا آنها را تصحیح میکنند، نمونه ای از مردفهم کردن است.  مردفهم کردن در بسیاری از این موارد میتواند خواسته و یا نا خواسته منجر به ساکت کردن کردن زنان، نپذیرفتن و یا نادیده گرفتن تجربه های زیستی آن ها شود.

### تشخیص مردفهم کردن و جلوگیری از آن
یکی از رایج ترین سوال های راجع به مردفهم کردن به چگونگی تشخیص و جلوگیری از آن است. بسیاری معتقد هستند که قبل از توضیح مطلبی به زنان و برای جلوگیری از مردفهم کردن زنان بهتر است از خود بپرسیم: 
آیا طرف مقابل به توضیحات من علاقه مند است و یا تمایلی ابراز کرده؟ و آیا او به اندازه و یا بیشتر از من در این زمینه آگاهی دارد؟ 

## انتقادها و در جواب آن ها
در سال ۲۰۱۴ ربکا سولنیت گفت که نسبت به آن تردیدهایی دارد: «خود من نسبت به این واژه دچار تردید هستم و زیاد هم آن را به کار نمی برم. به نظرم کمی زیاده روی کرده ام که مردا ذاتا در این زمینه ایراد دارند. شاید بهتر بود بگویم بعضی از مردان چیزهایی توضیح می دهند که از آن ها سوال نشده و نباید توضیح دهند و چیزهایی را که باید بشنوند، نمی شنوند».

### در جواب انتقادها
بسیاری از منتقدین استفاده از این اصطلاح میگویند که مردفهم کردن محدود به مردان نمیشود و مردان هم در این شرایط قرار میگیرند. در حالیکه، بسیاری از شواهد نشان میدهند که رفتار های ارتباطی جنسیت زده هستند. بطور مثال مردان بیشتر از زنان در محیط های گروهی صحبت میکنند. همچنین  زنان بیشتر از مردان، هم توسط مردان و هم از سوی زنان قطع می شوند، اما زنان به ندرت حرف مردان را قطع می کنند.

همچنین ربکا سولنیت درجواب این انتقاد در مقاله ی «مرد ها میخواهند همه چیز را به من توضیح دهند» میگوید : 
«برای اینکه بدانید می گویم که زنان هم ممکن است مسائل را به شیوه های رئیس مآبانه به مردان و یا به دیگر زنان توضیح دهند اما این نشان دهنده ی قدرتی نیست که در طول تاریخ شکل های بسیار شوم تری هم به خود گرفته و می گیرد. همچنین نشان دهنده ی الگوی گسترده ی نحوه ی عملکرد جنسیتی در جامعه ی ما هم نیست» .